# Зелёное (Никопольский район)
Зелёное (укр. Зелене) — село,
Лошкарёвский сельский совет,
Никопольский район,
Днепропетровская область,
Украина.
Код КОАТУУ — 1222983403. Население по переписи 2001 года составляло 42 человека.

## Географическое положение
Село Зелёное находится в 0,5 км от села Голубовка и в 1-м км от села Новая Балта.
По селу протекает пересыхающий ручей с запрудой.
Рядом проходит автомобильная дорога Т-0432.